# Успехи математических наук
«Успехи математических наук» — науковий журнал, що видається Російською Академією наук (раніше Академією наук СРСР) та Московським математичним товариством. Включений до списку наукових журналів ВАК. Публікує оглядові статті з математики, короткі повідомлення Московського математичного товариства та інформацію про математичне життя в Росії та за її межами. Призначений для науковців, викладачів, аспірантів і студентів старших курсів. Виходить шість разів на рік. Імпакт-фактор журналу за 2008 рік — 0,430.

## Історія
З 1936 по 1944 рік журнал виходив у вигляді збірки (було видано 10 випусків). Випуски були нерегулярними — по одному-два на рік, обсягом близько 27 друкованих аркушів. Перші випуски відрізнялися тематичною організацією: за основу бралися цикли статей з яких-небудь нових напрямків синтезуючого характеру, або за областями математики, що глибоко зв'язані з природознавством і технікою. Десятий випуск, який був запланований на 1941 рік, вийшов тільки 1944-го.
Постійне видання журналу відновилося в 1946 році (по 6 випусків на рік, що об'єднуються в один том). З 1952 року Московське математичне товариство почало випускати його разом з Академією наук СРСР. Починаючи з 1960 року (15-й том) почала виходити англійська версія «Russian Mathematical Surveys».

### Головні редактори
- Андрій Миколайович Колмогоров (1952–1955, 1983–1987)
- Павло Сергійович Александров (1956–1982)
- Сергій Петрович Новіков (1988 — дотепер)

## Редакційна колегія
- Новіков Сергій Петрович (головний редактор)
- Бухштабер Віктор Матвійович (заступник головного редактора)
- Мальцев Аркадій Анатолійович (заступник головного редактора)
- Адян Сергій Іванович
- Аносов Дмитро Вікторович
- Вершик Анатолій Моїсейович
- Жижченко Олексій Борисович
- Іллін Арлен Михайлович
- Костюченко Анатолій Гордейович (до 2010 року)
- Платонов Володимир Петрович
- Синай Яков Григорович
- Тихомиров Володимир Михайлович